# Tosmarberg
Der Tosmarberg ist eine etwa 320 m hohe Erhebung des Tosmar, eines Höhenzuges im Hildesheimer Wald. Er liegt bei Söhre im niedersächsischen Landkreis Hildesheim.

## Geographische Lage
Der Tosmarberg erhebt sich im Osten des Hildesheimer Waldes im Höhenzug Tosmar. Er liegt zwischen dessen Erhebungen Steinberg (327,5 m) im Ostsüdosten und Stuckenberg (230 m) im Westnordwesten. Sein Gipfel befindet sich 2,2 km südlich von Söhre und 2,1 km südwestlich von Röderhof, zwei Ortsteilen der Gemeinde Diekholzen, 4 km nordwestlich der Kernstadt von Bad Salzdetfurth, 3,4 km nordnordöstlich von Petze, einem Ortsteil von Sibbesse, und 3 km ostsüdöstlich des Kernorts von Diekholzen.
Südlich vorbei an der Erhebung fließt die anfangs nach Westen verlaufende Kalte Beuster als rechter Quellbach der Beuster.
Auf dem Tosmarberg liegen Teile des Vogelschutzgebiets Hildesheimer Wald (VSG-Nr. 3825-401; 12,47 km² groß).

## Naturräumliche Zuordnung
Der Tosmarberg gehört in der naturräumlichen Haupteinheitengruppe Weser-Leine-Bergland (Nr. 37), in der Haupteinheit Innerstebergland (379) und in der Untereinheit Hildesheimer Bergland (379.0) zum Naturraum Hildesheimer Wald (379.01). Die Landschaft fällt nach Norden in den Naturraum Marienburger Hügelland (379.03) ab.

## Berghöhe
Der Tosmarberg ist etwa 320 m hoch. Die Erhebung hat eine Ostsüdostkuppe mit dem 320 m hohen Gipfel, eine mittlere Anhöhe (317,5 m) und eine Westnordwestkuppe (auch 317,5 m). Auf der Ostsüdostkuppe liegt eine (319,9 m) hohe Stelle. Von dieser Kuppe leitet in Richtung Ostsüdosten eine auf dem Übergangsbereich zum Steinberg (327,5 m) liegende Anhöhe (322,5 m) über.